# Mara und der Feuerbringer

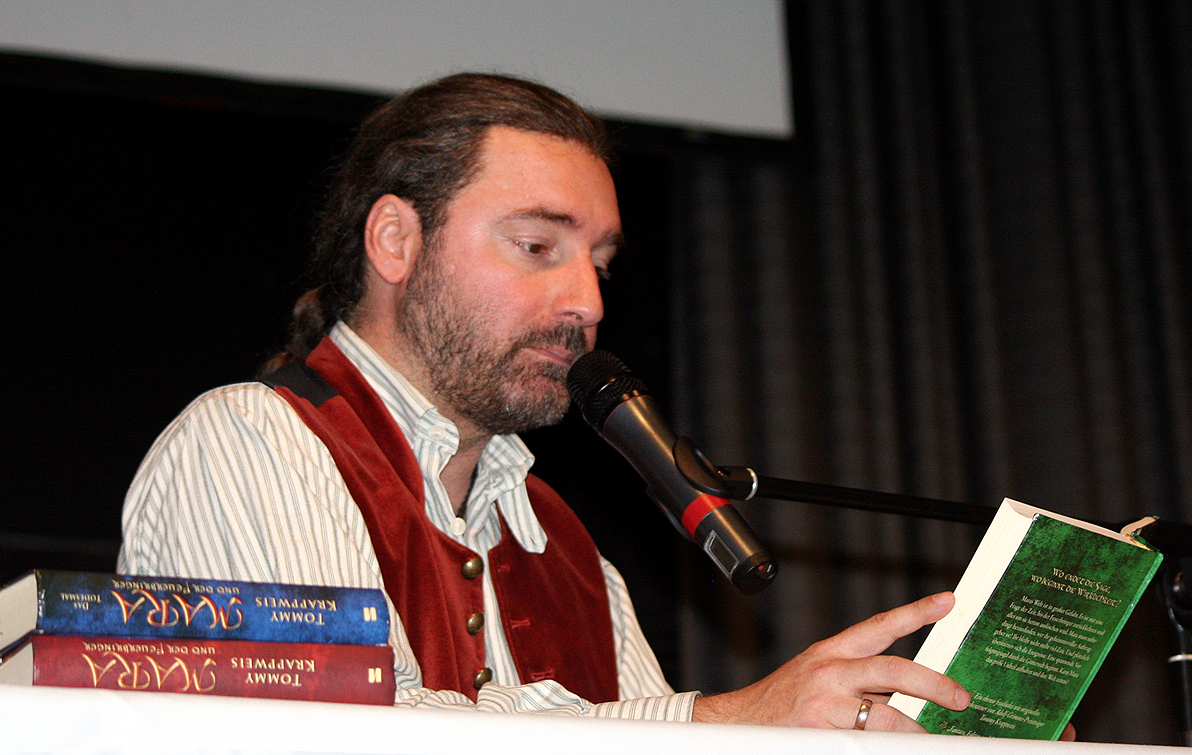
Autor Tommy Krappweis bei einer Lesung aus Mara und der Feuerbringer, 2012

Mara und der Feuerbringer ist eine Romantrilogie des deutschen Autors und Regisseurs Tommy Krappweis. Die drei Bände erschienen erstmals zwischen 2009 und 2011 im Franz Schneider Verlag, Köln:
- Band 1: Mara und der Feuerbringer (2009)
- Band 2: Mara und der Feuerbringer – Das Todesmal (2010)
- Band 3: Mara und der Feuerbringer – Götterdämmerung (2011)

Die drei Romane erzählen eine fortlaufende Geschichte, in deren Mittelpunkt die 15-jährige Mara Lorbeer steht, die erfährt, dass sie die letzte nordisch-germanische Seherin ist und dazu ausersehen, den drohenden Weltuntergang, die Götterdämmerung, aufzuhalten. Mara besitzt die Gabe zwischen der realen Welt der Gegenwart und der Welt der nordisch-germanischen Mythologie hin- und herzuspringen und trifft bei ihrem Kampf gegen den mächtigen Feuerbringer auf zahlreiche mythologische Figuren und Orte.
Obwohl die Geschichte dem Fantasygenre zuzuordnen ist, war es Autor Tommy Krappweis wichtig, dass die Darstellung der mythologischen Welt dem aktuellen Forschungsstand entspricht. Deshalb arbeitete er eng mit dem Skandinavisten Professor Rudolf Simek zusammen, der bei allen drei Bänden als wissenschaftlicher Fachberater fungierte und jeweils ein Glossar mit Namens- und Begriffserklärungen verfasste.
Die Illustrationen für alle drei Bücher schuf Adriaan Prent.
2018 erschien bei Edition Roter Drache eine vom Autor erweiterte und vollständig überarbeitete Neuausgabe der Trilogie als limitierte Collectors Edition (Auflage: 1000 Stück), bestehend aus den drei Romanen und einem Extraband mit Bonusmaterial zu den Büchern und zum Film, ergänztem Sach- und Namensregister, Aufsätzen und einer Mara-Kurzgeschichte.
Band 1 wurde von Tommy Krappweis selbst verfilmt. Der gleichnamige Fantasyfilm kam 2015 in die Kinos.

## Inhalt

### Handlung

#### Band 1: Mara und der Feuerbringer

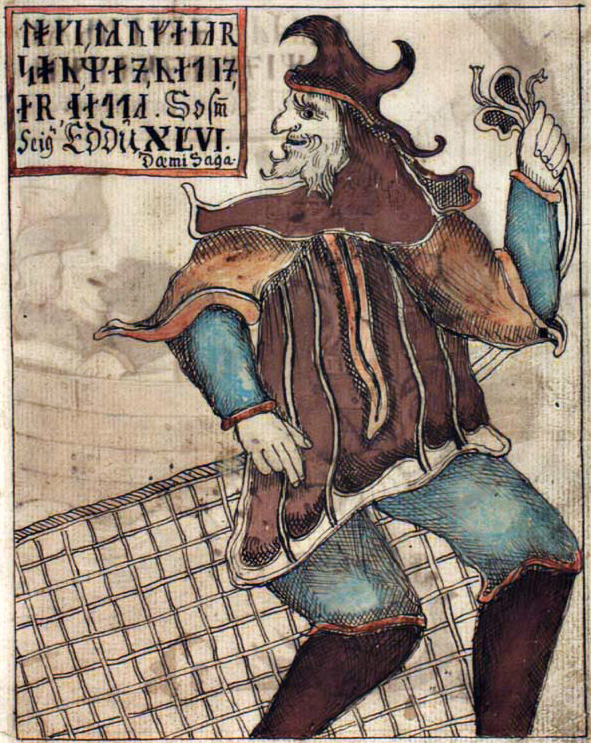
Loki mit einem Fischernetz. Darstellung in einer isländischen Edda-Handschrift des 18. Jh., auf die in Band 1 Bezug genommen wird.

Teil 1: Mara Lorbeer ist 14 Jahre alt, lebt in München in der Au und wünscht sich nichts sehnlicher als ganz „normal“ zu sein. Stattdessen wird sie in der Schule aufgrund ihrer ständigen Tagträume als Außenseiterin und Spinnerin behandelt, hat eine Mutter, die sie zu Esoterik-Seminaren mitschleppt und ihr „Celtic Energy DiscsTM“ ins Kopfkissen steckt und einen Vater, der seit der Scheidung der Eltern in Berlin lebt und nur noch wenig Kontakt zu ihr hat. Mara hat von alldem genug, fühlt sich allein und möchte einfach nur noch so sein wie alle anderen.
Aber dann ändert sich für sie alles, als sie nach einem Baumsprechseminar mit den Wiccas von der Au, der Frauengruppe ihrer Mutter, von einem sprechenden Zweig angesprochen wird, der ihr die Botschaft eines unbekannten Absenders übermitteln soll. Er teilt ihr mit, dass sie eine Spákona, eine nordisch-germanische Seherin ist und dazu ausersehen, das Ende der Welt (Ragnarök) zu verhindern. Sie taucht ein in eine Vision, in der sie erlebt wie der Halbgott Loki, als Strafe für begangene Taten, von den Göttern an einen Fels in einer Höhle gefesselt wird. Dort soll er ewig gebunden bleiben, gequält vom auf ihn niedertropfenden Gift einer Schlange. Sollte er sich jemals losreißen, würde das das Ende der Welt bedeuten. Und genau das soll sie verhindern.
Überfordert von der Situation und nur widerstrebend nimmt Mara die ihr aufgetragene Aufgabe an und sucht Professor Reinhold Weissinger auf, einen Fachmann für germanische Mythologie und Religion, der an der Münchner Ludwig-Maximilians-Universität unterrichtet. Weissinger, der etwas kauzige, aber ernsthafte Wissenschaftler, zweifelt an Maras Schilderungen und weist sie ab. Erst als der Professor eine von Mara gezeichnete Skizze der Midgardschlange entdeckt, wird er neugierig und sucht das Mädchen zu Hause in der Au auf. Dort lernt er auch ihre Mutter Christa Lorbeer kennen und Mara bemerkt mit leichtem Befremden, dass die beiden sich auf Anhieb sehr sympathisch sind.
Um Weissinger endgültig zu überzeugen, nimmt sie ihn mit in eine ihrer Visionen und nachdem der Professor Zeuge von Thors Fischzug wurde, beschließt er, begeistert von der Möglichkeit sein Fachgebiet, die nordisch-germanische Mythologie, auf diese Weise selbst erleben zu können, Mara bei ihrer Aufgabe zu unterstützen. Er klärt sie auf über Loki, dessen Frau Sigyn, die ihren Mann mit einer magischen Holzschale vor dem giftigen Speichel der Schlange schützt und über die Midgardschlange, Jörmungandr, die eines von Lokis Kindern ist.
Teil 2: Während einer Fahrt in der U-Bahn wird Mara wiederholt von Passanten mit plötzlich schwarz-glänzenden Pupillen angestarrt. Sie erkennt darin die Augen von Loki, der auf diese Weise versucht zu ihr Kontakt aufzunehmen. Erschrocken ergreift sie die Flucht und landet nach einem Sturz in einer weiteren Vision: der Vulkanhöhle eines riesigen Feuerwesens, das sich Loge, der Feuerbringer nennt und in Stabreimen spricht. Im Vulkan hört sie Stimmen, die immer wieder die gleichen vier Zeilen eines Gedichtes anstimmen und den Feuerbringer anwachsen und noch bedrohlicher werden lassen. Loge hat Sigyn, Lokis Frau entführt, und will Mara, die letzte Seherin, töten. Erst im letzten Moment kann sich Mara, mit Sigyns Hilfe, retten.
Lokis Versuche Mara zu kontaktieren führen beinahe zu einer Katastrophe, als er in der Schule Maras Mitschüler „besetzt“ und durch seine verzweifelten Schreie, gepeinigt vom ätzenden Gift der Schlange, ein Erdbeben auslöst. Mara springt in Lokis Höhle, wo der Halbgott droht sich von seinen Fesseln zu befreien, wenn er nicht seine entführte Frau wiederbekommt. Als Unterstützung gibt er Mara etwas von seiner göttlichen Kraft. Da Mara es trotzdem nicht alleine schafft die angekettete Sigyn zu befreien, beschließt sie sich mythologische Hilfe zu holen: Siegfried den Drachentöter aus der Nibelungensage. Sie springt mit dem begeisterten Weissinger in die Gnitaheide, wo Siegfried, der Sage nach, Fafnir den Lindwurm tötet und nach einem Bad in seinem Blut unverwundbar wird. Aber bevor es dazu kommt, werden die beiden vom Lindwurm entdeckt und angegriffen. Als Mara sich und den Professor panisch zurücktransportiert, holt sie Siegfried und den Lindwurm versehentlich mit in ihre Zeit, direkt vor das Deutsche Museum, auf die Ludwigsbrücke in München. Nur mit Mühe schafft sie es den wütenden Lindwurm, Siegfried und Weissinger von dort in den Vulkan des Feuerbringers zu transportieren, wo es zum Kampf zwischen Loge, Fafnir und Siegfried kommt. Der Feuerbringer wird besiegt und seine Magie vorerst gebrochen. Alles nimmt wieder den Platz ein, an den es gehört. Siegfried kehrt in seine Zeit zurück, Sigyn zu Loki in die Höhle und Mara und der Professor nach München. Dort spricht Mara einen Zauber, der alle Menschen das Geschehene vergessen lässt.
Mara und dem Professor ist klar, dass das Abenteuer noch nicht zu Ende ist und dass die Gefahr besteht, dass der Feuerbringer mit Hilfe der geheimnisvollen Stimmen, die ihm seine Macht gegeben haben, wiederkehren kann.

#### Band 2: Mara und der Feuerbringer – Das Todesmal

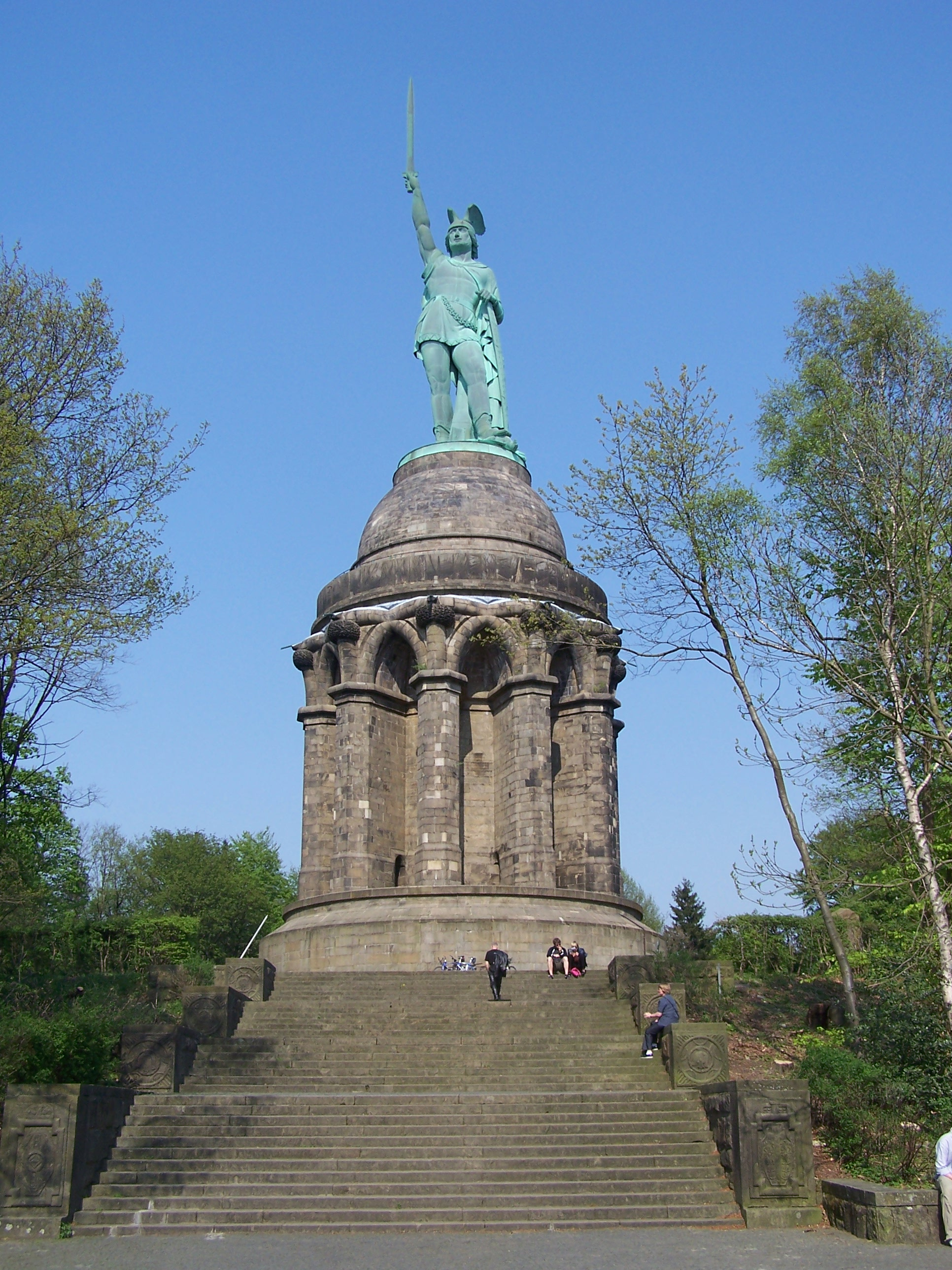
Das Hermannsdenkmal bei Detmold. Dort findet in Band 2 der Kampf gegen den Feuerbringer statt.

Teil 1: Der zweite Roman spielt wenige Wochen nach den Ereignissen in Band 1. Um herauszufinden, was es mit dem geheimnisvollen Vers auf sich hat, der dem Feuerbringer seine Macht und Stärke gibt, begleiten Mara und Professor Weissinger Maras Mutter und die Wiccas von der Au auf ein Rückführungsseminar ins Mühlthal in Starnberg. Leiter des Seminars ist der charmante und eloquente Dr. Thurisaz, der seine Seminarteilnehmer mittels des vierzeiligen Verses aus dem Ringzyklus von Richard Wagner in eine Art Trance versetzt. Mara landet dabei allerdings im Totenreich der Hel, Herrin der Toten und Tochter Lokis. Hel lässt sie nur unter der Bedingung wieder gehen, dass sie ihrem Vater Loki einen Edelstein überbringt. Sie zeichnet Maras Arm mit dem Mal des Draupnir und gibt ihr nur so viel Zeit, bis alle neun Ringe auf ihrem Arm erschienen sind. Schafft die junge Seherin es nicht rechtzeitig, wird Hel ihre Seele verschlingen. Bei dem Versuch in Lokis Höhle zu springen, trifft Mara aber überraschend auf den wiedererstarkten Feuerbringer, der sie hindert Loki zu erreichen.
Während ihres Aufenthaltes im Mühltal begegnet sie zum ersten Mal Ratatöskr, dem Eichhörnchen und Hugin und Munin, den Raben Odins, und erfährt von letzteren, wer die geheimnisvolle Botschaft des Zweiges an sie gesandt hat. An einem alten Kultplatz bekommt sie von den drei Beten, Frauen, die an diesem heiligen Ort seit Jahrhunderten verehrt werden, eine besondere Aufgabe gestellt. Als sie die Prüfung besteht, erhält Mara als Belohnung ihren Stab der Seherin, der ihr Macht über das Wasser gibt. Weissinger erklärt ihr, dass sie offenbar nicht nur eine Seherin (Spákona), sondern auch eine Zauberin (Seiðkona) ist und mit ihren magischen Kräften die Grenzen zwischen der Welt der Realität und der Welt der Mythen verwischen kann.
Teil 2: Mara und Professor Weissinger entwickeln einen Plan, den Feuerbringer Loge endgültig zu besiegen. Sie suchen Hilfe bei Njörðr, dem nordisch-germanischen Gott der Meere, der in der Schiffsstadt Nóatún lebt. Njörðr verschließt einen Teil seiner göttlichen Kraft in einem Bronzedelfin, den er weit hinaus ins Meer wirft. Sollte Mara sich als würdig erweisen, wird das Element Wasser entscheiden und den Delfin, über Zeiten und Welten hinweg, den Weg zu ihr finden lassen. Und tatsächlich findet Mara in der Gegenwart den Bronzedelfin. Er ist ein Ausstellungsstück im Museum Kalkriese im Osnabrücker Land, dem wahrscheinlichsten Schauplatz der Varusschlacht. Dort arbeitet Weissingers Ex-Frau, die Archäologin Stefanie Warnatzsch-Abra, die Mara den Bronzedelfin zur Verfügung stellt. Unterstützt von Njörðrs Götterkraft müssen Mara und Professor Weissinger gegen eine Armee untoter, römischer Legionäre antreten, die durch die Flammen des Feuerbringers wiederbelebt wurden und am Hermannsdenkmal im Teutoburger Wald nochmal gegen den Feuerbringer kämpfen. Mit Hilfe der Götter besiegen sie Loge ein weiteres Mal. Mara bringt Loki den Edelstein der Hel, das Mal verschwindet und ihre Seele ist gerettet.

#### Band 3: Mara und der Feuerbringer – Götterdämmerung
Teil 1: Der dritte Roman beginnt wenige Stunden nach den Ereignissen am Hermannsdenkmal in Detmold. Mara und Professor Weissinger, erschöpft vom Kampf gegen den Feuerbringer, machen sich auf den Weg zurück nach Kalkriese. Mara ist frustriert von der Erkenntnis, dass sie all die Wunderdinge anscheinend nur vollbringen kann, wenn die Götter sie unterstützen und verlangt von Hugin und Munin ihr endlich zu erklären, wo ihre wechselnden Kräfte genau herkommen. Die beiden Raben übermitteln ihr eine Erinnerung: eine Vision von Asgard, dem einst prachtvollen Wohnort der nordisch-germanischen Götter, der nun in Ruinen liegt. Mara und Weissinger werden Zeugen wie Heimdall, der Wächter der Götter, aus seinem langen Schlaf erwacht und mit dem Gjallarhorn die Götter zusammenruft. Die sind nur noch kraftlose Schatten, weil die Menschen nicht mehr an sie glauben und sind voller Furcht, dass Loki sich befreien könnte. Sie beschließen sich Hilfe zu suchen: einen Menschen, der als Gefäß ihrer wenigen noch vorhandenen Kräfte dienen soll, um das Ende der Welt zu verhindern.
In Kalkriese angekommen beschließt Mara Weissingers Ex-Frau Stefanie die Wahrheit zu sagen und nimmt sie mit nach Walhall, Odins Halle der Gefallenen. Als die beiden entdeckt werden und überstürzt fliehen müssen, transportiert Mara versehentlich einen jungen Krieger statt der Archäologin nach Kalkriese. Es stellt sich heraus, dass Thumelicus, ein 16-jähriger Germane, der von den Römern entführte Sohn des Arminius ist, der als Gladiator in der Arena getötet und von einer Walküre nach Walhall gebracht wurde. Da ihre Kräfte nicht ausreichen, um zwei Personen nach Walhall zurückzubringen, springt Mara alleine und isst dort, um ihre schwindenden Kräfte aufzufüllen, von den Äpfeln der Idun. Zu ihrem Schrecken muss sie feststellen, dass deren Zauberwirkung sie zu einem achtjährigen Kind haben werden lassen. Wieder zurück in Kalkriese beschließen Weissinger, Stefanie und die verjüngte Mara Thumelicus mit nach München zu nehmen, wo Dr. Thurisaz Rückführungsseminare abhalten will. Von Odins Raben werden die vier zum Hotel Bayerischer Hof gelotst, wo Thurisaz sich ein Zimmer genommen hat. Dort belauscht Mara, inzwischen wieder 14-jährig, einen Streit zwischen ihm und dem Eichhörnchen Ratatöskr und erfährt, dass Thurisaz ebenfalls mit Macht beschenkt wurde. Er nährt damit Loge, den Feuerbringer, verliert aber immer mehr die Kontrolle über ihn. Konfrontiert mit Mara greift der wütende Thurisaz, der mit seiner Kraft Flammen erzeugen kann, die junge Seherin und ihre Freunde an. Um das Leben der anderen nicht zu gefährden, transportiert sie sich mit Thurisaz, Ratatöskr und Thumelicus auf den Weltenbaum Yggdrasil. Dort wird Thumelicus von Thurisaz getötet.

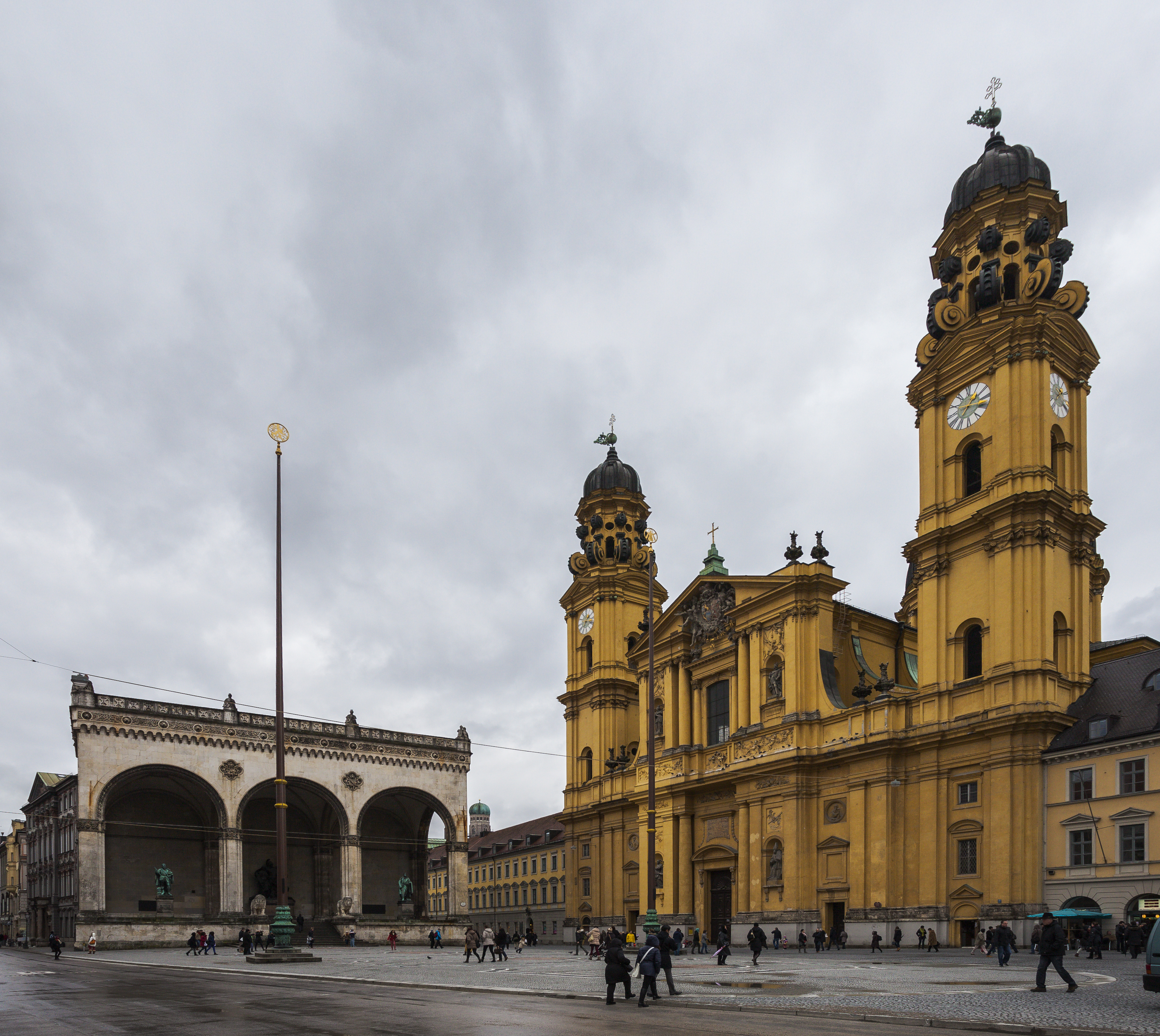
Der Odeonsplatz in München mit der Theatinerkirche und der Feldherrnhalle. Dort hält Dr. Thurisaz sein Seminar ab.

Teil 2: Zurück im Hotel können Thurisaz und Ratatöskr entkommen. Während ihrer Flucht vor der eintreffenden Polizei wird Mara von einer Vision des Feuerbringers überwältigt: sie sieht ein brennendes, von Aschewolken verdunkeltes München, verängstigte Menschen und einen toten Professor Weissinger. Am Abend begeben sich Mara, Weissinger und Steffi zum Odeonsplatz, wo im Feldherrnkeller ein Seminar von Dr. Thurisaz stattfindet, an dem auch Maras Mutter und die Wiccas von der Au teilnehmen. Während Steffi sich als Teilnehmerin in das Seminar einschleust, wird Mara mit neuer göttlicher Kraft aufgeladen. Mit Berserkerwut ausgestattet und voller Sorge um ihre Mutter stürmt sie in den Vortragsraum, wo die Seminarteilnehmerinnen von Thurisaz in Schlaf versetzt und ihre Seelen als Geiseln in den Vulkan des Feuerbringers transportiert wurden. Als es zu einem Kampf kommt, springt Mara mit dem immer gewalttätigeren Thurisaz, seinem Begleiter Ratatöskr und Weissinger in die Ruinen von Asgard, wo sie Thurisaz überwältigen kann. Von Ratatöskr angegriffen transportiert sie ihn und sich in Lokis Höhle, wo der Halbgott das Eichhörnchen tötet und sich dessen wahre Gestalt enthüllt: der Drache Nidhöggr, der Feind der Weltesche. Da sie jede Hilfe brauchen kann, beschließt Mara Loki zu trauen, befreit ihn von seinen Fesseln und kehrt gemeinsam mit ihm und Sigyn nach Asgard zurück. Dort sammeln sich im Wolkennebel um den alten Göttersitz unzählige Flammen, die sich zu einem riesenhaften Feuerbringer zusammensetzen. Thurisaz hat all seine Macht auf Loge übertragen, der endgültig alles vernichten will. Mit jedem Schritt, den er macht, setzt er große Flächen auf der Erde in Brand. Während Loki den Feuerbringer ablenkt, springen Mara und Weissinger in Loges Vulkanhöhle, um die Seminarteilnehmerinnen zu befreien. Wieder in Asgard stellt sich zum Erstaunen aller heraus, dass Christa Lorbeer nicht einfach eine versponnene Esoterikerin ist, sondern ebenfalls eine Seherin, Nachfahrin der Veleda und der ersten Seherin Gullveig. Mara hat ihre Seherinnen-Gabe von ihrer Mutter vererbt bekommen, so wie die Töchter aller Seherinnen vor ihr über viele Generationen hinweg, hat aber noch keine eigenen Kräfte. Als Mutter und Tochter Lorbeer gemeinsam ihre Macht über das Wasser walten lassen und über dem Feuerbringer ein heftiges Gewitter niedergeht, teilt Loge sich in viele kleinere Feuerbringer, die sich in die Vulkane Islands setzen und Maras Horrorvision wahr werden lassen: Vulkanausbrüche lassen die Erde erbeben und Ascheregen verdunkelt den Himmel. Erst als sie den vergessenen Göttern neue Kraft und Gestalt geben, indem sie all deren Namen rufen, die sich bis heute in unserer Sprache, in Alltag und Brauchtum erhalten haben – in Wochentagen, Ortsnamen, Markennamen –, können sie gemeinsam mit Heimdall, Thor, Odin, Tyr, Frigg, Freyja, Njörðr und anderen Göttern die Feuerbringer endgültig besiegen. Alle Götter, selbst Loki, geben dabei ihre letzte Kraft und verlöschen. Auch Thumelicus kann mit der Kraft Walhalls von den Toten zurückgeholt werden und kehrt zusammen mit der in ihn verliebten Mara, der zurückgelassenen Sigyn und allen anderen zurück nach München.

### Hauptpersonen

#### Die reale Welt
Mara Lorbeer: Das 14-jährige Mädchen ist die Titelheldin des Buches. Sie erfährt, dass sie eine nordisch-germanische Seherin – eine Spákona, bzw. Völva – ist und dazu ausersehen, das Ende der Welt (Ragnarök) zu verhindern. Ihre Eltern sind geschieden, sie lebt bei ihrer Mutter in München und gilt in der Schule als Träumerin und Außenseiterin. Im Verlauf der Geschichte wird aus der stillen, unscheinbaren Mara eine selbstbewusste Teenagerin.
Professor Reinhold Weissinger: Professor für germanische Mythologie und Religion an der Ludwig-Maximilians-Universität. Nach anfänglichen Zweifeln unterstützt der schlagfertige und humorvolle Wissenschaftler Mara bei ihrem Abenteuer und wird zu ihrem Begleiter, Ratgeber und schließlich väterlichen Freund. Zu Maras Mutter hegt er von Anfang an große Sympathie, trotz der Unterschiede zwischen den beiden.
Christa Lorbeer: Maras alleinerziehende Mutter. Als Mitglied der Wiccas von der Au, einer feministisch-esoterischen Frauengruppe, verbringt sie viel Zeit mit esoterischen Seminaren und glaubt fest daran, dass sie eine besondere, spirituelle Begabung hat. Das Verhältnis zu ihrer Tochter ist schwierig, beide fühlen sich vom anderen unverstanden. Erst im Lauf der Geschichte lernen beide einander besser zu verstehen. Sie hegt für Professor Weissinger ebenso große Sympathie wie er für sie.

#### Die nordisch-germanische Mythenwelt
Loge, der Feuerbringer: Das mächtige Feuerwesen besteht aus vielen kleinen Flämmchen, die seinen Körper bilden und auch losgelöst von ihm agieren können. Seine Macht wächst mit Hilfe von Stimmen, die einen vierzeiligen Vers aus Richard Wagners Opernzyklus Der Ring des Nibelungen mantraartig wiederholen. Er will das Ende der Welt auslösen und Mara, weil sie eine Seherin und eine Gefahr für ihn ist, töten. Der Name Loge stammt ebenfalls aus Wagners Opern und beruht auf dem Feuerriesen Logi der germanischen Mythologie.
Loki: Der Halbgott wird in der nordisch-germanischen Mythologie als Feind und Freund der Götter benannt. Er wurde von den Göttern dazu verurteilt auf ewig an einen Fels in einer Höhle gebunden zu sein, gemartert vom herabtropfenden Gift einer Schlange. Sollte er sich jemals von den Fesseln lösen, würde das die Götterdämmerung auslösen. Loki gilt als listig, intrigant und gefährlich, liebt seine Frau Sigyn aber aufrichtig und ist Mara gegenüber immer freundlich. Mara hat ein zwiespältiges Verhältnis zu ihm. Sie empfindet Sympathie, traut seinen Worten aber auch nicht.
Sigyn: Lokis mutige und geduldige Frau, die immer an seiner Seite wacht, um mit einer magischen Holzschale den ätzenden Speichel der Schlange aufzufangen. Sie liebt Loki aufrichtig, trotz seiner früheren Untreue ihr gegenüber. Mara vertraut Sigyn, nachdem die ihr das Leben gerettet hat.

## Kurzgeschichten
Tommy Krappweis hat zwei Kurzgeschichten über Mara Lorbeer geschrieben, die beide in Anthologien veröffentlicht wurden.
- Kampf dem Bampf spielt zur Zeit der Romantrilogie und erschien erstmals 2010 in der Anthologie Die Köche. Biss zum Mittagessen, herausgegeben von Ulrich Burger.
- Wertmarken-Mambo spielt etwa zwei Jahre nach den Geschehnissen in den Romanen und erschien 2015 in der Anthologie Die kleinen Köche. Die unendlichen Gerichte, herausgegeben von Ann-Kathrin Karschnick und Diana Kinne.

Beide Anthologien wurden im UlrichBurger-Verlag veröffentlicht und enthalten neben Kurzgeschichten auch Kochrezepte der beteiligten Autorinnen und Autoren.

## Adaptionen

### Hörbuch
Im August 2014 erschien der erste Band Mara und der Feuerbringer in einer autorisierten Lesefassung im Argon Verlag. Sprecher ist Christoph Maria Herbst, der in der Verfilmung die Rolle des Halbgottes Loki spielt.

### Film
Im Sommer 2013 wurde der erste Roman für das Kino verfilmt. Das Drehbuch schrieb Buchautor Tommy Krappweis, der auch die Regie übernahm. Die Verfilmung weicht aus dramaturgischen und technisch bedingten Gründen an einigen Stellen vom Roman ab. Die Titelrolle der Mara Lorbeer spielt Lilian Prent. Professor Weissinger wird von Jan Josef Liefers gespielt, Halbgott Loki von Christoph Maria Herbst, Maras Mutter, Christa Lorbeer, von Esther Schweins. Kinostart war am 2. April 2015. Trotz vieler positiver Kritiken und Aufrufen diverser Gruppen aus dem Fantasy- und Science-Fiction-Fandom, den Film im Kino anzusehen, war der Film ein ökonomischer Misserfolg, sodass eine Verfilmung weiterer Teile der Reihe fragwürdig erscheint.

### Live-Hörspiel
Das Koffertheater Wetter entwickelte in Abstimmung mit Autor Tommy Krappweis ein Live-Hörspiel zum ersten Band der Trilogie. Dabei lesen Schauspieler des Koffertheaters ausgewählte Passagen in verteilten Rollen, atmosphärisch untermalt mit Musik, Geräuschen und Lichtstimmungen.

### Kartenspiel
2015 erschien Mara und der Feuerbringer – Das Kartenspiel im Heidelberger Spieleverlag. Das Spiel wurde von Fabian Dittmann entwickelt, basierend auf der Romantrilogie. Gestaltet wurden die Karten von Adriaan Prent, der bereits die Romane mit seinen Federzeichnungen illustrierte.

### Hörspiel
2021 erschienen alle drei Bände als Hörspiele, größtenteils in der Besetzung des ersten Films – so spricht Lilian Prent Mara, ihre Mutter Christa Lorbeer wird von Esther Schweins interpretiert, Loki von Christoph Maria Herbst und Dr. Thurisaz von Heino Ferch. Rufus Beck spricht Prof. Reinhold Weissinger.

## Ausgaben
- Mara und der Feuerbringer. SchneiderBuch Egmont, Köln 2009, ISBN 978-3-505-12646-8.
- Mara und der Feuerbringer – Das Todesmal. SchneiderBuch Egmont, Köln 2010, ISBN 978-3-505-12786-1.
- Mara und der Feuerbringer – Götterdämmerung. SchneiderBuch Egmont, Köln 2011, ISBN 978-3-505-12648-2.
- Mara und der Feuerbringer. Schneiderbuch Egmont, Köln 2015, ISBN 978-3-505-13521-7 (Neuausgabe mit Fotos aus dem Film)
- Mara und der Feuerbringer. Extended Collectors Edition. Edition Roter Drache, Remda-Teichel 2018, ISBN 978-3-946425-50-2 (erweiterte und überarbeitete Neuausgabe in vier Bänden im Schuber)

Hörbuch:
- Mara und der Feuerbringer. Argon Verlag, Berlin 2014, ISBN 978-3-8398-4058-0 (autorisierte Lesefassung, 4 CDs, 298 Min., Sprecher: Christoph Maria Herbst)